# Daniel Habecker
Daniel Habecker (* 20. August 1980 in Herten) ist ein deutscher Tae-Kwon-Do-Kämpfer.

## Leben
Habeckers Heimatverein ist der TSC Gladbeck. Er gewann im Laufe seiner Karriere bei internationalen Wettkämpfen mehrere Medaillen. Sein höchstes Wettkampfgewicht betrug 84 kg. In der Saison 2004 kämpfte er im „TeamKWON“, einem Zusammenschluss von Athleten des OTC Bonn, Gladbeck und Bocholt in der Taekwondo-Bundesliga.

## Erfolge
- Deutsche Mannschaftsmeisterschaft der Saison 2003/2004 mit Team Lowick, 3. Platz
- Deutscher Mannschaftsmeister der Saison 2004/2005 mit Team KWON, 1. Platz
- Sieger im Westfalen Cup 2002 und 2008
- Landesmeister von Nordrhein-Westfalen 2003, 2007[1], 2008, 2009, 2010, 2011, 2012, 2013, 2014[2]
- 1. Platz IRR-Pokal 2002
- 3. Platz Deutsche Meisterschaft 2006 und 2010
- 1. Platz Afrika-Cup 2007 m, Marokko
- 3. Platz Tübinger Pokal 2008, 2011 Reutlingen
- 3. Platz Flora-Pokal 2008 in Hamburg[3]
- 1. Platz Dae-do-Open 2008 in Nürnberg
- 3. Platz NRW Masters in Bonn 2008 und 2009
- 3. Platz der British Open 2011 in Manchester